# Svitlana Mayboroda
Svitlana Mayboroda (Carcóvia, 2 de junho de 1981) é uma matemática ucraniana que trabalha como professora de matemática na Universidade de Minnesota. Suas pesquisas centram em análise harmônica e equações diferenciais parciais, incluindo problemas de valores sobre o contorno para equações diferenciais parciais elípticas. Seu trabalho forneceu uma explanação matemática para a localização de Anderson, um fenômeno em física no qual ondas são confinadas a uma região local ao invés de se propagarem em um meio, e com esta explanação pode predizer as regiões nas quais ondas serão confinadas.
Mayboroda nasceu em 2 de junho de 1981 em Carcóvia. Obteve o equivalente ucraniano a dois mestrados, um em finanças e outro em matemática aplicada, na Universidade de Carcóvia em 2001, e completou seu Ph.D. em 2005 na Universidade do Missouri, com a tese The Poisson Problem in Lipschitz Domains, orientada por Marius Mitrea. Depois de ter sido visitante na Universidade Nacional da Austrália, Universidade Estadual de Ohio e Universidade Brown, foi membro da faculdade da Universidade de Purdue em 2008, seguindo para a Universidade de Minnesota em 2011.
Em 2013 recebeu o primeiro Prêmio Sadosky da Association for Women in Mathematics. Em 2015 foi eleita fellow da American Mathematical Society. Em 2016 recebeu a primeira Northrop Professorship da Universidade de Minnesota. Foi palestrante convidada do Congresso Internacional de Matemáticos no Rio de Janeiro (2018: The effect of disorder and irregularities on solutions to boundary value problems and spectra of differential operators).